# North Lake, Nova Scotia
North Lake är en sjö i Kanada.   Den ligger i provinsen Nova Scotia, i den östra delen av landet, 1 100 km öster om huvudstaden Ottawa. North Lake ligger 7 meter över havet.